# Дасович, Эуген
Э́уген Да́сович (хорв. Eugen Dasović; 1 декабря 1896, Подравска Слатина, Королевство Хорватия и Славония, Австро-Венгрия — 7 февраля 1980, Загреб, СФРЮ) — югославский хорватский футболист, защитник. Участник Олимпиады 1924 года.

## Карьера

### Клубная
Футболом начал заниматься в городе Петринья, где служил его отец. В 1913 году перешёл в загребский клуб ХАШК, в составе которого выступал до 1924 года. После завершения Олимпиады переехал в Прагу, где продолжил выступления в составе клуба немецкой общины ДФК (нем. DFC — Deutsche Fußball-Club). В 1925 году вернулся в Загреб, где стал играть за «Граджянски», в составе которого выступал до 1928 года, став за это время, в составе команды, дважды чемпионом Югославии (Королевства СХС), участвовал в 1/4 финала розыгрыша Кубка Митропы 1928 года, где по сумме двух встреч «Граджянски» уступил чехословацкой «Виктории» с общим счётом 4:8 (3:2 дома и 1:6 на выезде). В том же 1928 году вернулся в родной клуб ХАШК, где и завершил карьеру в 1930 году. Помимо этого, выступал в составе сборной Загреба, за которую провёл 26 матчей.

### В сборной
В составе главной национальной сборной Королевства СХС дебютировал 3 июня 1923 года в проходившем в Кракове товарищеском матче со сборной Польши, в котором со счётом 2:1 сборная одержала первую в своей истории выездную победу. Последний раз сыграл за сборную 28 октября 1927 года в проходившем в Праге товарищеском матче со сборной Чехословакии, в котором его команда потерпела поражение со счётом 3:5. Играл в единственном матче сборной на Олимпиаде 1924 года, где его команда уступила будущим победителям этого розыгрыша сборной Уругвая со счётом 0:7. Всего провёл за главную сборную страны 10 матчей.

## После карьеры
Умер Эуген Дасович на 84-м году жизни 7 февраля 1980 года в Загребе, оставшись в памяти болельщиков одним из лучших югославских защитников межвоенного периода.

## Достижения
- Чемпион Королевства СХС (2): 1926, 1928 (оба с «Граджянски»)
- 1/4 финала Кубка Митропы (1): 1928 («Граджянски»)